# ケアレス (ClariSの曲)
「ケアレス」は、ClariSの23枚目のシングル。2021年9月15日にSACRA MUSICより発売。

## 概要
前作「Fight!!」に続く2021年のシングルリリース第2弾。
表題曲の「ケアレス」はテレビアニメ『マギアレコード 魔法少女まどか☆マギカ外伝 2nd SEASON -覚醒前夜-』のオープニングテーマとして起用されており、2021年8月8日には『TVアニメ「マギアレコード 魔法少女まどか☆マギカ外伝 2nd SEASON -覚醒前夜-」Theme Song Collection』と題して、同作エンディングテーマであるTrySailの「Lapis」と共にデジタル・スプリット・シングルとして先行配信リリースされている。作詞・作曲の渡辺翔による楽曲提供は4thアルバム『Fairy Castle』収録の「水色クラゲ」以来、渡辺がClariSに提供した『魔法少女まどか☆マギカ』関連作品の楽曲としては2013年の映画新編主題歌「カラフル」以来となる。
販売形態は初回生産限定盤（VVCL-1918/9）・通常盤（VVCL-1620）・期間生産限定盤（VVCL-1621/2）の3種。初回生産限定盤には表題曲のミュージックビデオ・15秒CM・30秒メッセージコメント入りCMを、期間生産限定盤にはテレビアニメ『マギアレコード 魔法少女まどか☆マギカ外伝 2nd SEASON -覚醒前夜-』のノンクレジットオープニング映像を収録したDVDをそれぞれ同梱。初回生産限定盤と通常盤は表題曲のインストゥルメンタルを収録、期間生産限定盤はインストゥルメンタルの代わりに表題曲のテレビサイズミックスを収録。期間生産限定盤のパッケージは、『マギアレコード 魔法少女まどか☆マギカ外伝』の主人公・環いろはと『魔法少女まどか☆マギカ』の主人公・鹿目まどかが描かれた描き下ろしイラストによるデジパック仕様となっている。

## シングル収録内容

### 初回生産限定盤・通常盤
| #         | タイトル                   | 作詞       | 作曲       | 編曲       | 時間  |
| --------- | -------------------------- | ---------- | ---------- | ---------- | ----- |
| 1.        | 「ケアレス」               | 渡辺翔     | 渡辺翔     | 湯浅篤     | 4:16  |
| 2.        | 「Bye-Bye Butterfly」      | 奥村イオン | 佐久間誠   | 佐久間誠   | 4:23  |
| 3.        | 「Starry」                 | 丸山真由子 | 丸山真由子 | 丸山真由子 | 4:22  |
| 4.        | 「ケアレス」(Instrumental) |            |            |            | 4:14  |
| 合計時間: | 合計時間:                  | 合計時間:  | 合計時間:  | 合計時間:  | 17:15 |

| #         | タイトル                                   | 作詞 | 作曲・編曲 | 時間 |
| --------- | ------------------------------------------ | ---- | ---------- | ---- |
| 1.        | 「ケアレス」(Music Video)                  |      |            | 4:09 |
| 2.        | 「ケアレス」(15秒CM)                       |      |            | 0:14 |
| 3.        | 「ケアレス」(30秒メッセージコメント入りCM) |      |            | 0:29 |
| 合計時間: | 合計時間:                                  | 4:52 |            |      |

### 期間生産限定盤
| #         | タイトル              | 作詞  | 作曲・編曲 | 時間 |
| --------- | --------------------- | ----- | ---------- | ---- |
| 1.        | 「ケアレス」          |       |            | 4:16 |
| 2.        | 「Bye-Bye Butterfly」 |       |            | 4:23 |
| 3.        | 「Starry」            |       |            | 4:22 |
| 4.        | 「ケアレス」(TV MIX)  |       |            | 1:30 |
| 合計時間: | 合計時間:             | 14:31 |            |      |

| #  | タイトル | 作詞 | 作曲・編曲 |
| -- | --- | ---- | ---------- |
| 1. | 「TVアニメ『マギアレコード 魔法少女まどか☆マギカ外伝 2nd SEASON -覚醒前夜-』ノンクレジットオープニングムービー」 |      |            |